# Eparchie Ochrany Panny Marie ve Phoenixu
Eparchie Ochrany Panny Marie ve Phoenixu je eparchie Rusínské řeckokatolické církve, nacházející se v USA, která je sufragánní vůči pittsburské archieparchii.

## Území

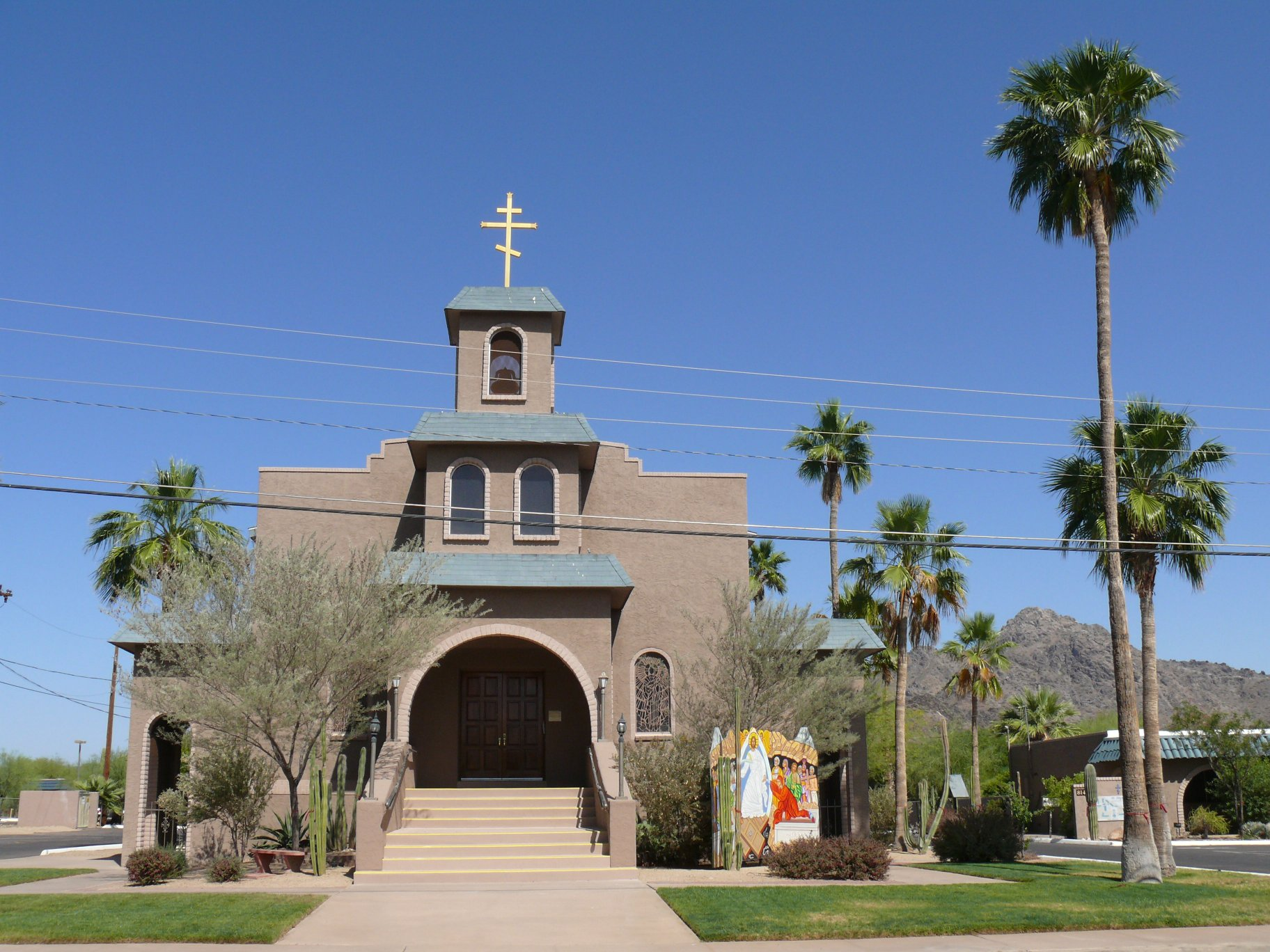
Katedrála sv. Štěpána ve Phoenixu.

Eparchie zahrnuje všechny rusínské věřící v amerických federálních státech Aljaška, Arizona, Colorado, Havaj, Idaho, Kalifornie, Montana, Nevada, Nové Mexiko, Oregon, Utah, Washington a Wyoming. Eparchiálním sídlem je město Phoenix , kde se nachází katedrální chrám sv. Štěpána.

## Historie
Dne 3. prosince 1981 byla bulou De consentanea Christifidelium papeže Jana Pavla II. zřízena eparchie Van Nuys, která byla vyčleněna z eparchie Parma a byla podřízena pittsburské archieparchii. V roce 2010 byl o sídlo eparchie přeneseno z kalifornského města Van Nuys do arizonského Phoenixu. Půvosní katedrála Panny Marie ve městě Sherman Oaks byla následně zničena v důsledku zemětřesení. 